# Нэтчбулл-Хьюджессен, Сесил, 4-й барон Брэбурн
Сесил Нэтчбулл-Хьюджессен (англ. Cecil Knatchbull-Hugessen; 27 ноября 1863, Лондон, Великобритания — 15 февраля 1933) — британский аристократ, 4-й барон Брэбурн с 1915 года, младший сын Эдуарда Нэтчбулла-Хьюджессена, 1-го барона Брэбурна, и Анны Саутвелл. Учился в Итонском колледже и Кембриджском университете. В 1915 году, после гибели на Западном фронте Первой мировой войны племянника Уиндема, Сесил унаследовал баронский титул, а в 1917 году унаследовал и титул баронета Нэтчбулла. Был женат на австрийской аристократке Хелене фон Бруннинген. В этом браке родился сын Майкл.